# Rokytka
Rokytka este o arie protejată (arie specială de conservare — SAC, sit de importanță comunitară — SCI) din Republica Cehă întinsă pe o suprafață de 0,84 ha, integral pe uscat.

## Localizare
Centrul sitului Rokytka este situat la coordonatele 50°46′54″N 14°57′26″E / 50.781667°N 14.957222°E.

## Înființare
Situl Rokytka a fost declarat sit de importanță comunitară în aprilie 2005 pentru a proteja 1 specie de animale. Situl a fost protejat și ca arie specială de conservare în ianuarie 2018.

## Biodiversitate
Situată în ecoregiunea continentală, aria protejată nu include niciun habitat protejat.
La baza desemnării sitului se află o specie protejată de  pești: zglăvoacă (Cottus gobio).